# جام خیریه انگلستان ۱۹۶۶
 جام خیریه انگلستان ۱۹۶۶ ، ۴۴امین رقابت سالانه مابین قهرمانان لیگ دسته اول فوتبال انگلستان و جام حذفی فوتبال انگلستان است. 
این مسابقه در تاریخ ۱۳ آگوست ۱۹۶۶ مابین تیم‌های لیورپول و اورتون در ورزشگاه گودیسون پارک لیورپول برگزار شده‌است. 
تیم لیورپول در این مسابقه با نتیجه یک بر صفر به پیروزی رسید.

## جزئیات مسابقه
| لیورپول | ۱ – ۰ | اورتون |
| ------- | ----- | ------ |
| هانت ۹' |       |        |